# 天孫氏
天孫氏是传说中最初统治琉球的氏族，记载于《中山世鉴》、《中山世谱》、《球陽》等史書。据说天帝之子阿摩美久被封到琉球，成为琉球的创世神，建立天孫王朝，他的25代子孙共统治琉球17802年。1186年，天孙氏第25代王为重臣利勇所弒，天孙王朝灭亡。后来浦添按司舜天平定叛乱，建立舜天王朝。有学者认为天孙氏传说酷似《古事記》中记载的传说，所以很多人支持向象賢的日琉同祖論。琉球正史《球陽記事》中記載，天孫氏教育人民耕種，授予人民衣裳，分琉球為三部、隋煬帝多次遣使來招撫而為其拒絕。